# Czystość optyczna
Czystość optyczna (op, z ang. optical purity) – wielkość charakteryzująca skład mieszaniny dwóch enancjomerów, równa stosunkowi skręcalności optycznej mieszaniny (wynikającej ze skręcalności właściwej składników), do skręcalności optycznej wybranego czystego enancjomeru. Po pomnożeniu przez 100% – wyrażana w procentach.
Substancja zawierająca wyłącznie jeden enancjomer określana jest jako czysta enancjomerycznie lub homochiralna.
Skręcalność optyczna czystego enancjomeru równa jest nadmiarowi enancjomerycznemu (ee), przy założeniu, że skręcalność optyczna czystego enancjomeru została wyznaczona prawidłowo, a skręcalność optyczna mieszaniny zależy liniowo od molowego nadmiaru jednego z enancjomerów. 
op = ee = αobs/αmax
gdzie α to skręcalność właściwa
W rzeczywistości równoważność ta w wielu przypadkach nie jest spełniona, gdyż zależność op ∼ ee może wykazywać odchylenia od liniowości, a op może silnie zmieniać się wraz ze stężeniem lub w obecności achiralnych zanieczyszczeń.